# واوزاكور (تيغومار)
واوزاكور هو دُوَّار يقع بجماعة تامزموت، إقليم زاكورة، جهة درعة تافيلالت في المملكة المغربية. ينتمي الدوّار لمشيخة تيغومار التي تضم 20 دواوير. يقدر عدد سكانه بـ 1026 نسمة حسب الإحصاء الرسمي للسكان والسكنى لسنة 2004.

## روابط خارجية
- البوابة الوطنية للجماعات الترابية
- المندوبية السامية للتخطيط